# Фёдоров, Артемий Фёдорович
Арте́мий Фёдорович Фёдоров (23 апреля 1901, дер. Чумановка, Тюкалинский уезд, Тобольская губерния — 1965) — советский военный деятель и дипломат. Генерал-майор. Чрезвычайный и полномочный посол.

## Биография

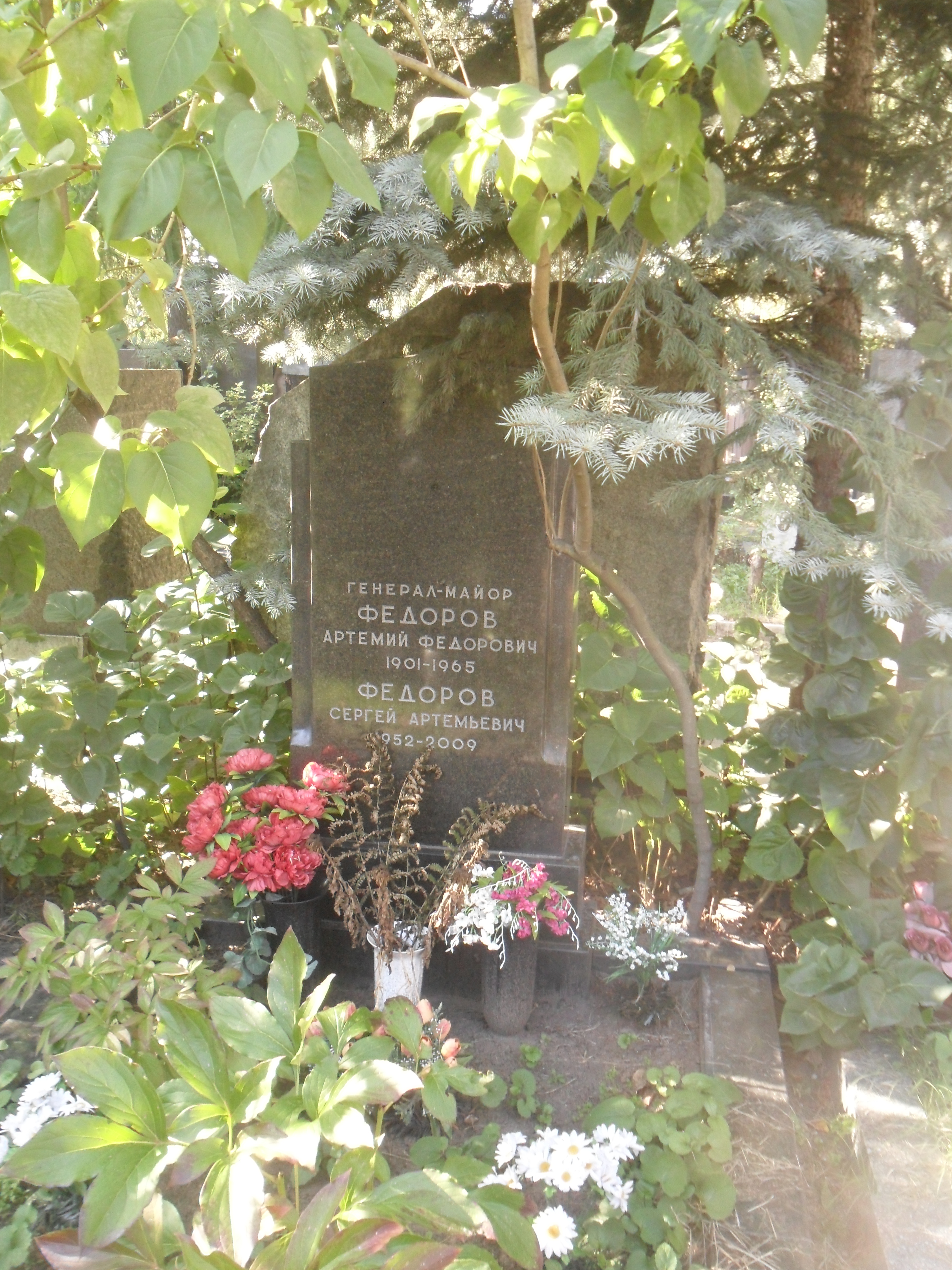
Могила Фёдорова на Новодевичьем кладбище Москвы.

Русский. Из рабочих. Член ВКП(б) (1920).
Окончил Томское ремесленное училище (1914), ускоренный курс 6-х Сибирских пехотных курсов комсостава (май — октябрь 1920), высшую тактическую стрелковую школу «Выстрел» (1924), группу тактики Высшей военно-педагогической школы (1929) и Восточный факультет Военной академии имени М. В. Фрунзе (1934).
Участник Гражданской войны. Боец партизанских отрядов на Восточном фронте (март 1918 — март 1920), воевал против войск Г. М. Семенова, чехословаков, каппелевцев, сидел шесть месяцев в колчаковской тюрьме в Благовещенске.
- Красноармеец 110-го отдельного стрелкового батальона железнодорожной охраны (март — май 1920).
- Командир взвода, помощник, врид командира роты в 9-й пехотной школе комсостава (октябрь 1920 — октябрь 1923).
- С октября 1924 по март 1927 года — командир и преподаватель Сибирских повторных курсов комсостава РККА.
- С августа 1929 по май 1931 года — преподаватель тактики Иркутских курсов подготовки командиров пехоты.
- С января 1934 по июнь 1939 года — в распоряжении 4-го управления Штаба РККА, 5-го управления РККА, секретарь военного атташе СССР в Японии.
- С июня 1939 по февраль 1941 года — преподаватель кафедры военных дисциплин Военного факультета при Саратовском медицинском институте.
- С февраля 1941 года — преподаватель кафедры оперативно-тактической подготовки Высшей специальной школы Генштаба РККА.
- В период Великой Отечественной войны один из руководителей Разведывательного управления Генштаба Красной Армии.
- В 1947 году — руководитель советской делегации в Комиссии четырёх держав по обследованию бывших итальянских колоний.
- С 6 ноября 1948 по 10 июля 1953 года — чрезвычайный и полномочный посол СССР в Афганистане.

Похоронен на Новодевичьем кладбище.